# Krämer (Wald)

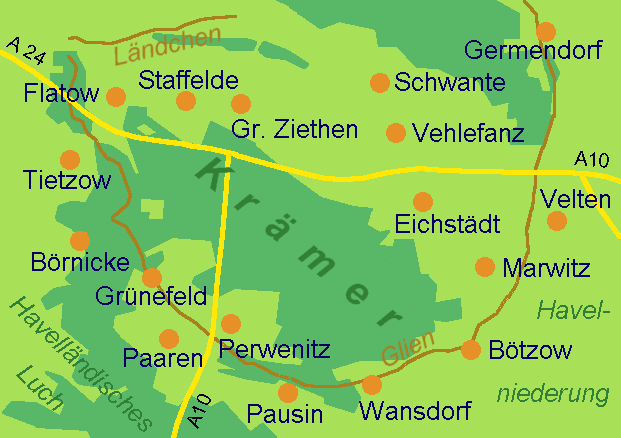
Der Krämer im Glien

Der Krämer ist ein geschlossenes Waldgebiet, das den Südwestteil des Ländchens Glien bedeckt. Er befindet sich zum größten Teil im Landkreis Oberhavel, zu einem kleinen Teil im Landkreis Havelland im Land Brandenburg. Der Wald wird von Kiefern- und Laubmischwäldern dominiert. Der Krämer ist zentraler Teil des Regionalparks Krämer Forst.

## Name
Der Name Krämer, ursprünglich Cremm(en)er Forst, ist von der Ackerbürgerstadt Kremmen abgeleitet. Ältere Theorien, dass er nach den Kaufleuten (Krämer) die früher auf der Alten Hamburger Poststraße durch den Krämer fuhren oder dem ehemaligen Gutsbesitzer Kremer aus Eichstädt benannt wurde, haben sich nicht bestätigt.

## Geografie
Der Krämer zieht sich als breiter Streifen von ungefähr 15 km Länge von Südosten nach Nordwesten entlang des südwestlichen Gliens. Das Gebiet auf der Grundmoräne der Weichseleiszeit hebt sich etwa zwanzig bis dreißig Meter über die Luchs der Umgebung und ist von Binnendünen aus Talsand bedeckt. Das Gebiet besteht aus Sandboden, ist weitgehend eben und wird von einigen bewaldeten Binnendünen durchzogen. Hier findet sich auch der höchste Punkt des Krämers und des Gliens mit 73 m ü. NN.
Um den Krämer (jedoch immer noch auf dem Ländchen Glien) liegt ein Ring von Dörfern.
Bis ins 20. Jahrhundert gehörte zu jedem Rittergut der angrenzenden Dörfer ein Teil des Waldes. Entsprechend der heute durch den Krämer verlaufenden Kreisgrenze untersteht der havelländische Teil der Oberförsterei Finkenkrug, der zum Landkreis Oberhavel gehörende Teil zur Oberförsterei Borgsdorf. 500 Hektar gehören Berlin.

## Geschichte

Preußischer Postmeilenstein im Krämer Wald

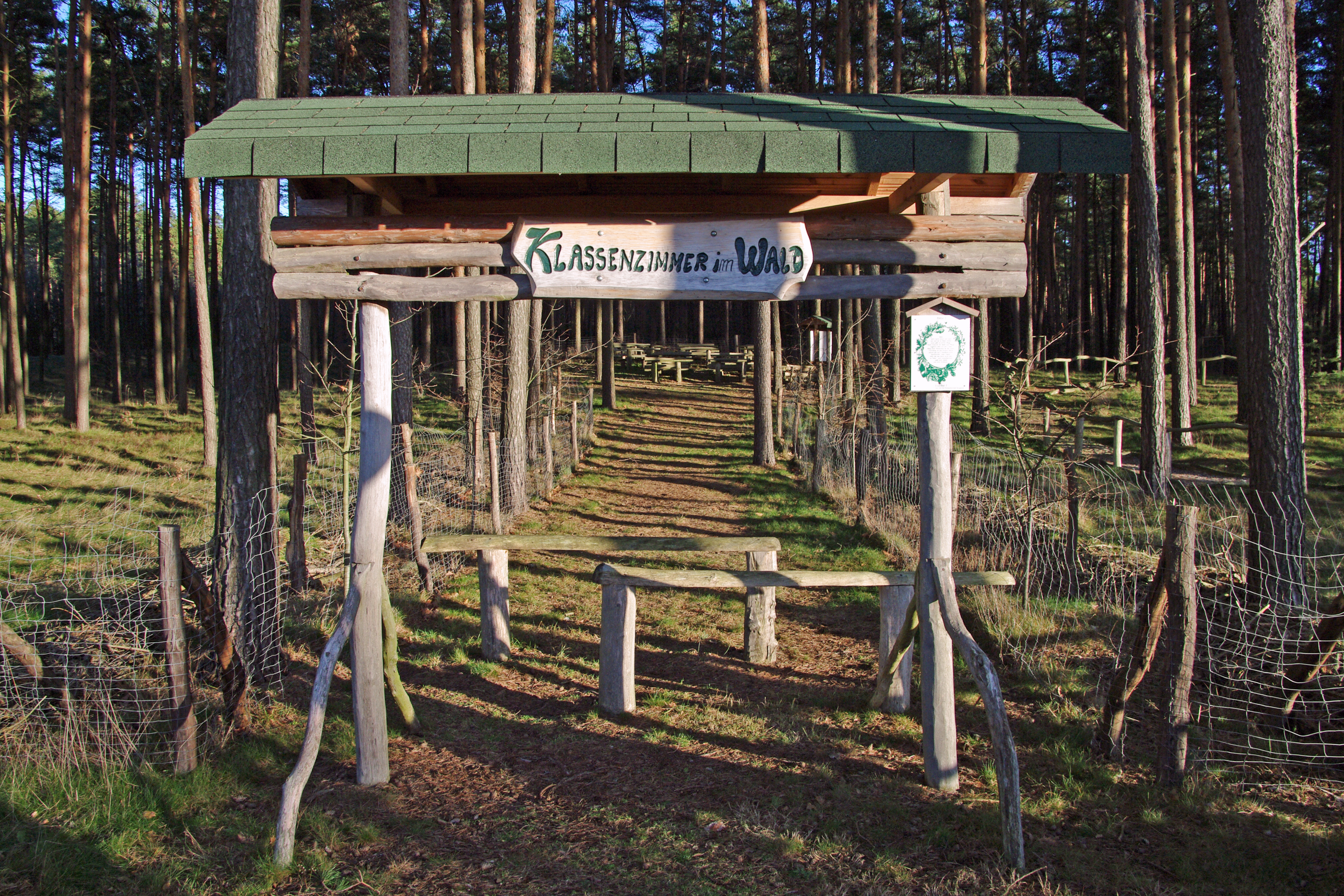
Klassenzimmer im Wald

Es ist davon auszugehen, dass der Glien ursprünglich vollständig bewaldet war. Der Krämer stellt daher eine Restfläche dar, die wegen des armen Bodens nicht gerodet wurde. Die trockene Verbindung über den Krämer durch die Feuchtgebiete der Gegend führte schon früh dazu, dass wichtige Verkehrswege durch den Krämer gingen.
Ab 1384 führte der Weg der Pilger zum Wallfahrtsort Wilsnack durch den Glien. Ob dieser Weg bereits durch den Krämer führte oder an seinem Rand entlang, ist umstritten. Möglicherweise war er, wenn er den Krämer längs durchquerte, der Vorläufer der Hamburger Poststraße (Berlin-Hamburg). Diese verlief aus Spandau kommend von Schönwalde und Bötzow im Südosten nach Flatow im Nordwesten durch den Krämer diente ab ihrer Gründung 1649 der Brandenburg-Preußischen Staatspost als Strecke. 100 Jahre später wurde mit dem Ziegenkrug im südlichen Teil des Krämers eine Poststation eingerichtet. Die Poststraße war fast zweihundert Jahre lang der wichtigste Weg nach Hamburg. Zwischen 1800 und 1805 versah ihn die Post mit Meilensteinen. 1832 wurde die sandige Poststraße durch eine neue befestigte Straße über Nauen (die heutige Bundesstraße 5) abgelöst und durch den Bau der Berlin-Hamburger Bahn im Jahr 1846 verlor sie endgültig an Bedeutung. 1893 wurde mit der Kremmener Post auch die letzte überregionale Nutzung eingestellt.
Im 18. und frühen 19. Jahrhundert nahm am Rande des Krämers die Besiedlung zu, da auf Geheiß von Friedrich Wilhelm I. die Feuchtgebiete um Glien und Krämer herum urbar gemacht wurden und neue Siedler anzogen. Die Renaissance der Besiedlung brach aber mit dem Bedeutungsverlust der Poststraße ab. Der Krämer stand abseits der Entwicklungen der Landschaft. Einzig in Velten und Hennigsdorf entwickelte sich eine nennenswerte Industrie. Ein Prozess, der ab 1945 verstärkt wurde, da die deutsche Teilung den Krämer und seine Siedlungen von Berlin trennte und ihn so noch mehr in eine wirtschaftliche Randlage versetzte. In der Region trat ein enormer Bevölkerungsverlust ein.
Sicher ist, dass der Krämer durch den umgebenden Ring von Dörfern seit dem Mittelalter extensiv genutzt wurde. Große Flächen wurden wegen des Brennstoffbedarfs der Köhlereien und Ziegeleien gerodet. Die Waldweide war weit verbreitet, weshalb die Baumbestände soweit überalterten, dass ein Weiterbestehen ohne menschliche Hilfe nicht mehr möglich gewesen sein soll. Dieser Punkt war Anfang des 19. Jahrhunderts erreicht, und so begannen zu dieser Zeit die ersten geplanten Aufforstungen.
Seit 1979 führt der Berliner Autobahnring (A 10) durch den Krämer.
Im Jahre 1980 kaufte die Stadt Berlin-Ost einen Teil des Waldes, um Übungsflächen für die Bereitschaftspolizei und die Kampfgruppen zu haben. 120 Hektar wurden für einen Schießplatz abgeholzt. Seit 1986/1987 war der Wald Sperrgebiet. Die Wiederaufforstung begann aber bereits 1987. Bürgerproteste im Jahr 1990 führten zu einer etappenweisen Rückgabe des Waldes. Das letzte zurückgegebene Gebiet um die Kommandantur wird heute für Schulungs- und Ausflugszwecke genutzt.

## Gebäude und Siedlungen
Um den Krämer befinden sich vierzehn Straßen-Angerdörfer, die noch weitgehend ihre historische Gestalt erhalten haben.
Entlang der Alten Hamburger Poststraße gab es zwei Ausspannstationen, die auch als Gasthäuser, Übernachtungsplätze und Nachrichtenbörsen dienten. Die näher an Berlin gelegene Station Schwanenkrug am Rande des Krämers in Schönwalde-Siedlung, ein Gebäude aus dem 18. Jahrhundert, existiert bis heute. Die andere Station Ziegenkrug existiert nicht mehr und ist nur noch als Lichtung im Wald erkennbar.

## Natur und Umweltschutz

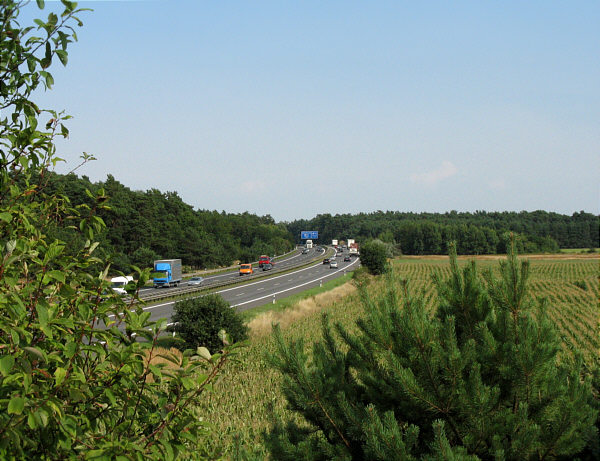
A 24 im Nordwesten des Krämers bei Flatow

Seit dem Beginn der Aufforstung bildet die Gemeine Kiefer im größten Teil des Waldgebietes Monokulturen. Nach und nach wird versucht, besonders den Eichenanteil zu erhöhen, um wieder den ursprünglichen Mischwaldcharakter zu erreichen. Die eingeschleppte Spätblühende Traubenkirsche hat sich flächendeckend eingebürgert.
Im Krämer leben die Schalenwildarten Dam-, Schwarz- und Rehwild. Weiterhin gibt es Fuchs, Dachs und den eingeschleppten Marderhund. Der natürliche Austausch zwischen den Populationen hat sich seit dem Bau der Autobahn stark verringert. Der Krämer ist seit 2003 tollwutfrei.
Der gesamte Bereich des Krämers ist Teil des Landschaftsschutzgebiets Nauen-Brieselang-Krämer.

## Tourismus
Der Krämer ist von den umgebenden Dörfern aus gut zu erreichen, was ihn zu einem beliebten Ausflugsziel macht; oft beträgt die Entfernung nur einige hundert Meter.

## Sonstiges
Vom Krämer abgeleitet – und sein Kerngebiet – ist der Regionalpark Krämer Forst sowie der Name der Gemeinde Oberkrämer.